# Batalla de Ròcafixada
La batalla de Ròcafixada (6-7 de juliol de 1944) va ser un combat que va enfrontar als maquisards de la Resistència francesa contra un cos compost per les forces del Règim de Vichy i de l'exèrcit alemany. Aquesta batalla es va produir als afores del poble ariegès de Ròcafixada i s'emmarca en el conjunt d'operacions estratègiques desenvolupades per l'exèrcit alemany al sud de França després del Desembarcament de Normandia del 6 de juny.
En total hi van morir 16 combatents de la Resistència i oficialment només 2 milicians, tot i que algunes fonts n'eleven la xifra fins als 25.

## Context
Un mes abans de la batalla de Ròcafixada els aliats havien iniciat l'Operació Overlord, que pretenia alliberar el nord-oest d'Europa. L'ofensiva havia començat amb el Desembarcament de Normandia el 6 de juny que, malgrat l'aferrissada defensa alemanaya, havia acabat sent un èxit. Els següents dies no havien parat d'arribar soldats i subministraments i els alemanys no podien mantenir el front de batalla que anava avançant lentament cap a París.

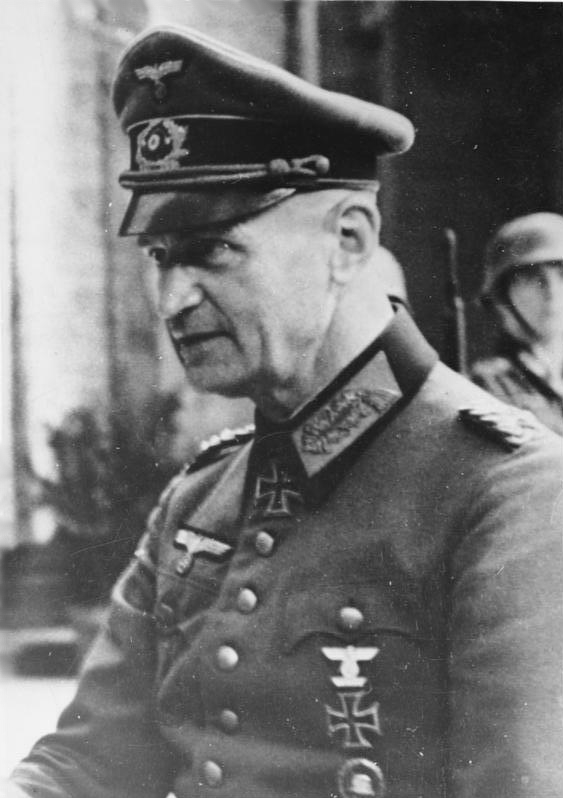
Blaskowitz, el 1944.

En aquest context les autoritats militars del Tercer Reich a França, encapçalades pel general Blaskowitz, es van veure obligades a preparar-se per la defensa i per una més que probable invasió aliada de França per la Mediterrània, fet que va esdevenir el 15 d'agost següent amb el desembarcament a la Provença en el marc de l'Operació Drac. Davant l'esfondrament de les forces ocupants alemanyes i, per conseqüent, del propi govern col·laboracionista de Vichy, els cossos armats de la Resistència interior francesa s'organitzaven per ajudar en l'alliberament de França amb la fustigació de la rereguarda alemanya mitjançant sabotatges o l'acció directa, com és el cas dels maquis del Llemosí o els del Vercors que van ser decisius en l'alliberament de regions senceres.

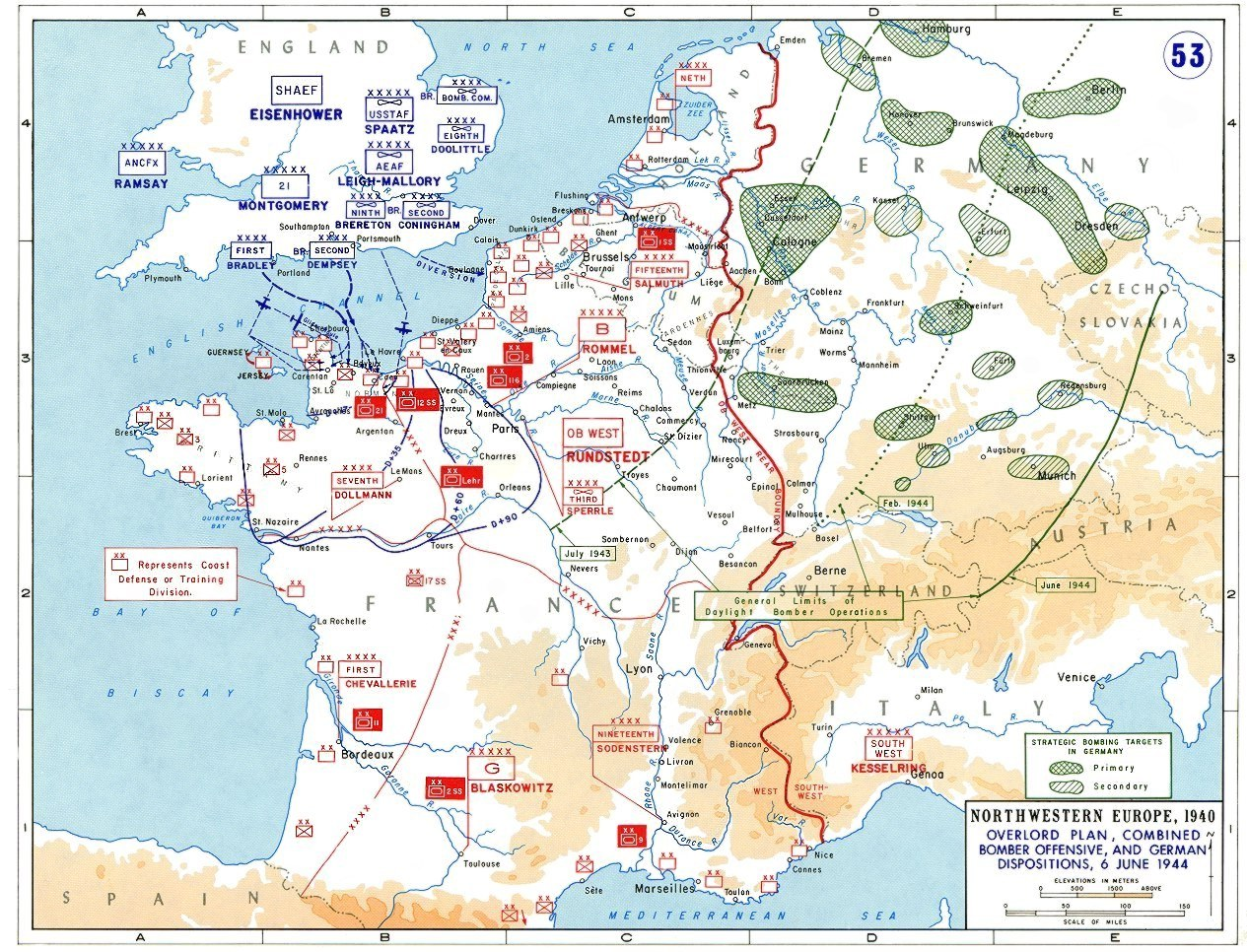
Situació de les posicions alemanyes a França el 6 de juny de 1944 i l'avanç aliat els següents 90 dies.

Una de les obsessions de les autoritats alemanyes va ser, doncs, perseguir els exèrcits de maquisards que campaven per les zones rurals.

## Forces implicades

### 3101a companyia de FTPF "Raoul Bonnafous" de maquisards
La 3101a companyia va ser unes de les tres en les que es va dividir el cos de Franctiradors i Partisans (FTPF) de maquis de l'Arieja (3101a, 3102a i 3103a). Aquestes tres companyies van perpetrar diverses accions des del juny de 1944, com el combat que hi va haver al poble de Viran el 9 de juny contra els alemanys i la Milícia francesa. La 3101a companyia estava conformada inicialment per 70 combatents; a aquests 70 combatents se'ls hi van afegir molts d'altres després de Viran.
El 30 de juny es van instal·lar a Ròcafixada, en un indret anomennat Gresat. Des d'allí van emprendre accions, sovint acompanyats de l'Agrupació de Guerrillers Espanyols (AGE). El matí de la batalla, dos joves van demanar unir-se a la companyia, Jacques Rousse de catorze anys i Éloi Ulmann. A causa de la seva jovenesa Calvetti, comandant de la companyia, va refusar-ne l'allistament i els va demanar que tornessin a casa. Tanmateix ja no hi va haver temps i els dos joves es van trobar al mig de la batussa. Éloi Ulmann serà un dels morts.

### Milícia francesa
La Milícia francesa era una organització paramilitar que feia les funcions de policia política durant l'ocupació alemanya. A la batalla de Ròcafixada estava conformada per combatents del Grup Mòbil de Reserva (GMR) vinguts de Tolosa. Es tractava de la brigada de Pierre Marty, intendent de policia de Tolosa de Llenguadoc, que ja havia participat en d'altres expedicions contra els maquisards a les regions de Montpeller i Tolosa.
Al cos del GMR se li van afegir un centenar de membres de la Guàrdia Lliure (Franc-garde). En total les forces de Marty no superaven els 120 homes.

## Batalla
Les forces de Vichy van donar l'assalt el 6 de juliol després del migdia. Entre quatre i sis autocars carregats de milicians van arribar a les immediacions de Ròcafixada i es van dirigir cap al cantonament dels maquis a Gresat. L'atac es va produir pel sud (amb forces dirigides per Pincemin) i pel nord i nord-est des de Perelha (amb forces dirigides per Marty). La 3101a companyia es va veure sorpresa i van improvisar una defensa dividit-se en grups diferents.
Els grups maquisards comandats per François Bustamante i Roger Rauzy, compost sobretot de combatents molt joves, van patir nombroses baixes. Aquests grups van poder respirar amb l'arribada de reforços dels FTPF, que van fer recular finalment les forces de Pierre Marty. Els combats van cessar a les 19 hores. Aquell dia la 3101a companyia de FTP de l'Arieja va patir 12 baixes i 3 maquis van ser fets presoners.
A l'endemà, dia 7 de juliol, qui va passar a l'acció va ser l'exèrcit alemany. Va sorprendre a un grup de maquis que encara es trobaven al lloc de la batalla i en van matar 4 més.

## Balanç de víctimes
El vespre del 7 de juliol el doctor Charles Darnaud va constatar la defunció de 16 maquisards que van ser enterrats a Ròcafixada. Els morts van ser els següentsː
1- Morts el 6 de juliol de 1944 per forces de Vichy: Egon Berlin, Jacques Dandine, François Rauzi, Bernard Garcia, Robert Sannac, François Bustamente, Marceau Bosc, Kléber Bosc, Léopold Arseguel, Augustin Calmon, Daniel Lopez, Raoul Tremesaygues.
2- Morts el 7 de juliol de 1944 per l'exèrcit alemanyː Éloi Ulmann, Girolamo Sellerini, Joseph Campos, Georges Dauza.
Per la seva banda, els caiguts per part de les milícies en van ser oficialment 2ː l'oficial Phillipe Bourrage, de Foix, i el sots-oficial Marcel Martinet, de Tolosa. Tot i així els testimonis parlen d'un nombre més elevat de víctimes. Segons Pétris, el número total de morts per part de les Milíces Franceses va ser de 24 o 25.

## Memorials
Hi ha hagut diversos memorials a les víctimes de la batalla. El 10 de juliol de 1946 es va inaugurar una placa commemorativa de marbre blanc al lloc dels combats. També a la carretera departamental 9, el Consell General de l'Arieja hi va fer construir un gran arc que recordava als guerrillers de la companyia 3101.
Finalment, es va construir un gran monument, obra de Pierre Respaud, en un lloc anomenat Coulzonne. Construït a una altitud de 801 m, té una base de 2,5 m d'alt que serveix de suport a la placa amb els noms dels setze maquis caiguts. Aquesta base està coronada per una mà que sosté una torxa. Aquest monument es va inaugurar l'1 de juliol de 1973 en presència del coronel Henri Rol-Tanguy. Inicialment aquest monument contenia 17 noms, tot i així un d'ells, el de Jacques Rousse, el van tapar quan es va comprovar que no havia mort en la batalla.
Un altre monument es va erigir al cementiri de Pàmies. Es tracta d'un mausoleu que pretenia acollir els cossos dels morts en els combats i massacres de 1944 a l'Arieja (Rappy, Viran, Ròcafixada, Praiòls, Rimont). Tot i així, pel que fa als morts de Ròcafixada, només s'hi van acabar inhumant els cossos de François Bustamente i d'Egon Berlin. A la seva inauguració hi va assistir Amilcar Calvetti.